# المقطار (فرع العدين)

تعديل مصدري - تعديل

المقطار محلة تابعة لقرية الشعيب، التابعة لعزلة العاقبة بمديرية فرع العدين إحدى مديريات محافظة إب في الجمهورية اليمنية، بلغ تعداد سكانها 65 حسب تعداد اليمن لعام 2004.